# Sarca
Le Sarca est une rivière du nord de l'Italie dans la province autonome de Trente. Il alimente le lac de Garde (tributaire ou affluent) dont l'exutoire ou émissaire est le Mincio. C'est un sous-affluent du Pô.

## Géographie

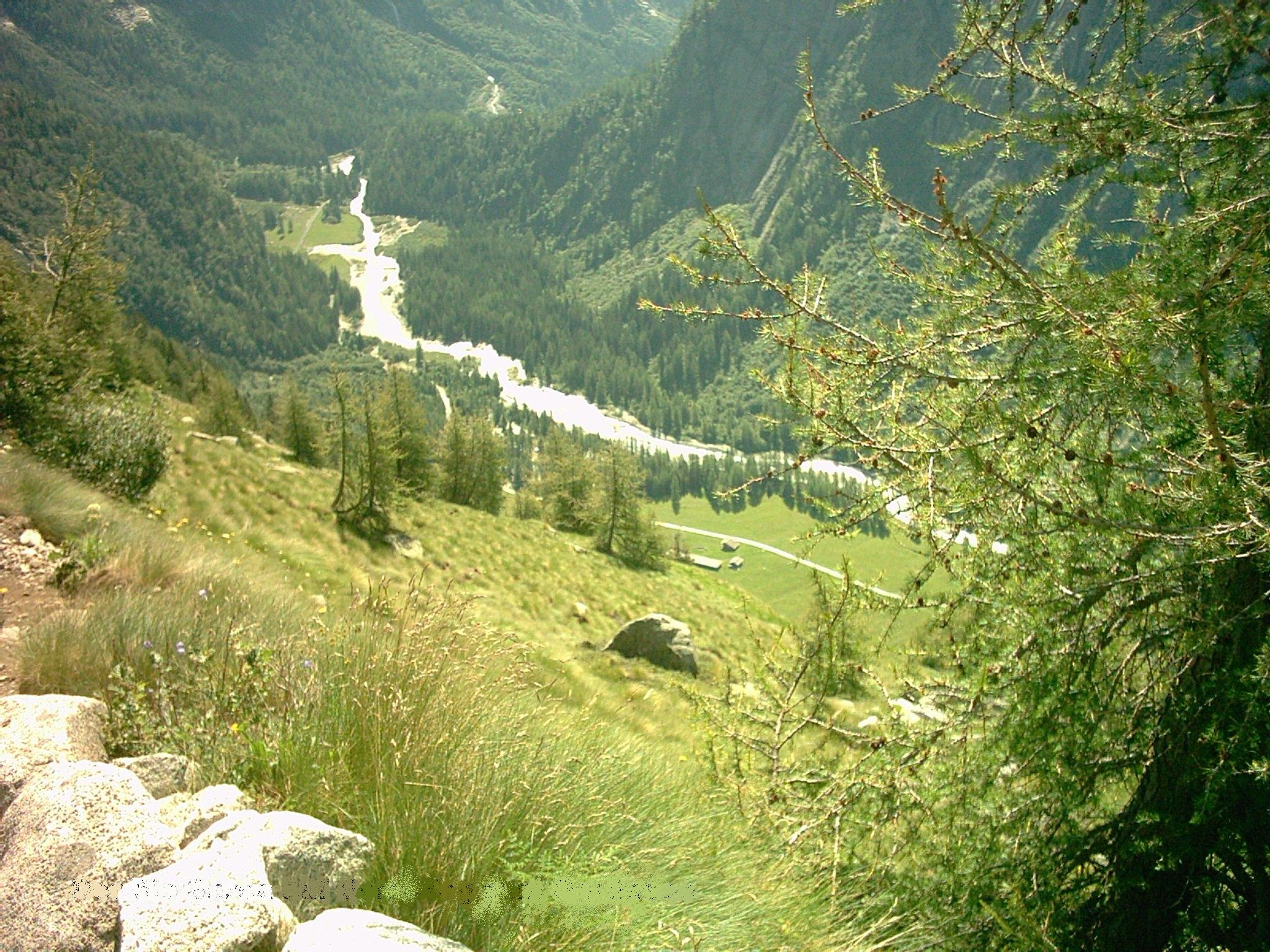
le Sarca en 2008

Il est formé de trois branches principales, le Sarca di Campiglio, le Sarca di Nambrone et le Sarca di Genova. 
Le Sarca di Nambrone né au niveau du lac Vedretta à 2 612 m sous la Presanella dans le massif Adamello-Presanella.
Il se jette dans le Sarca di Campiglio qui en amont s'appelle Sarca di Nambino. Il prend sa source au lac Gelato à 2 393 m au-dessus de Madonna di Campiglio.
Le Sarca di Genova est le bras principal (val di Genova) et aussi le plus alimenté, car il prend naissance au lac Scuro 2 668 m ou au lac Nuovo 2 217 m, suivant les sources, dans le massif Adamello-Presanella, sous le glacier du Mandrone (entre 2 700 m et 3 400 m) un des glaciers les plus étendus des Alpes italiennes.
À la confluence du Sarca di Genova et du Sarca di Campiglio dans la commune de Pinzolo (770 m) il prend le nom de Sarca tout court.
Il parcourt la val Rendena du Nord au Sud sur 15 km jusqu'à Tione puis fait un coude pour prendre une direction Ouest-Est sur 24 km dans les giudicarie extérieures en creusant des gorges (Scaletta et Limaro) puis à nouveau un coude Nord-Sud dans la Valle dei Laghi qu'il parcourt pendant 21 km  pour finir sa course dans le lac de Garde à côté de Torbole. Il aura parcouru 60 km depuis Pinzolo ou 78 km si l'on inclut le Sarca di Genova la branche principale.

## Bassins
Le bassin artificiel de Ponte Pià capture les eaux de la Sarca, alimentant la centrale électrique de Santa Massenza.